# Astragalus bibullatus
Astragalus bibullatus là một loài thực vật có hoa trong họ Đậu. Loài này được Barneby & E.L.Bridges miêu tả khoa học đầu tiên.

## Hình ảnh

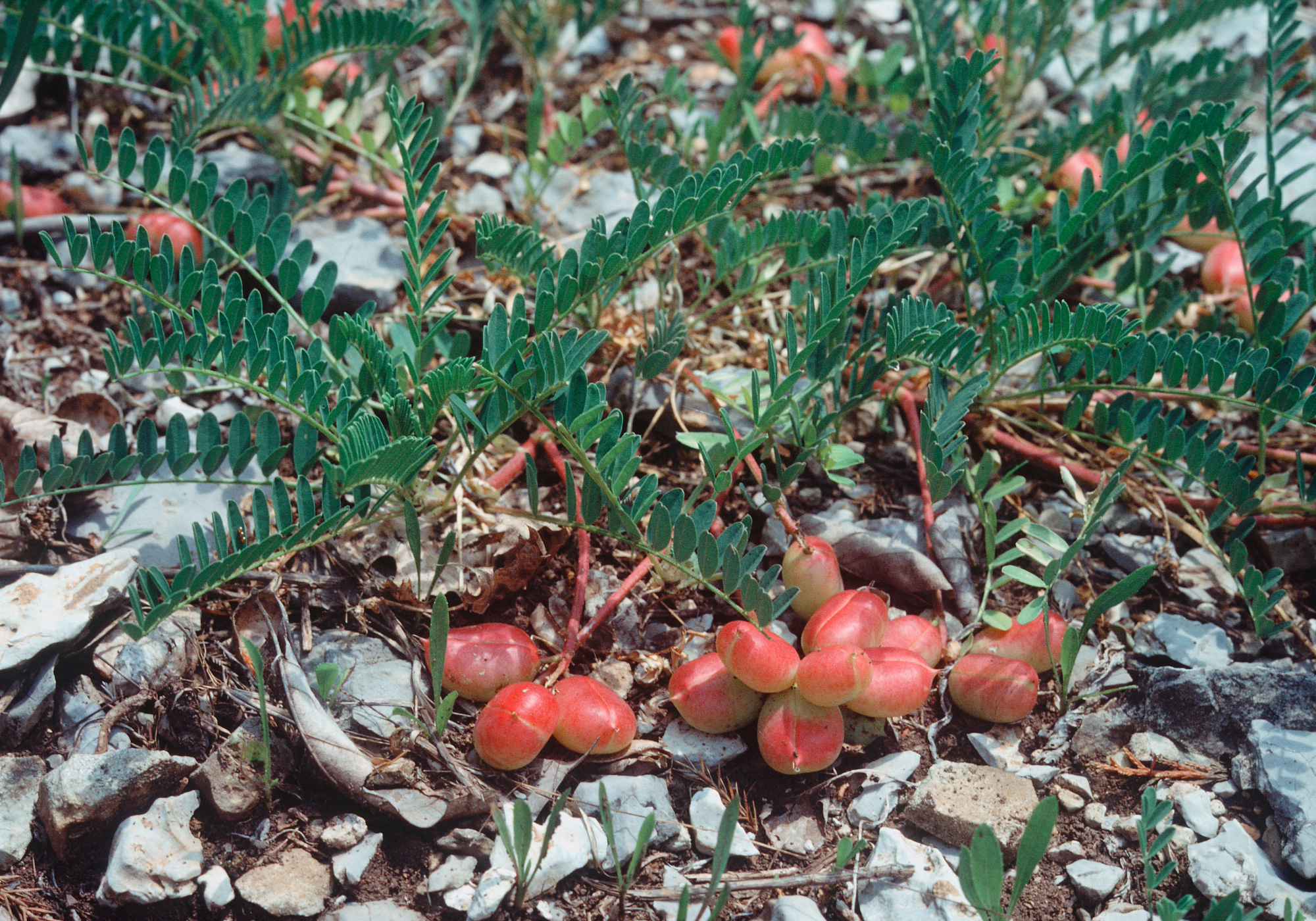
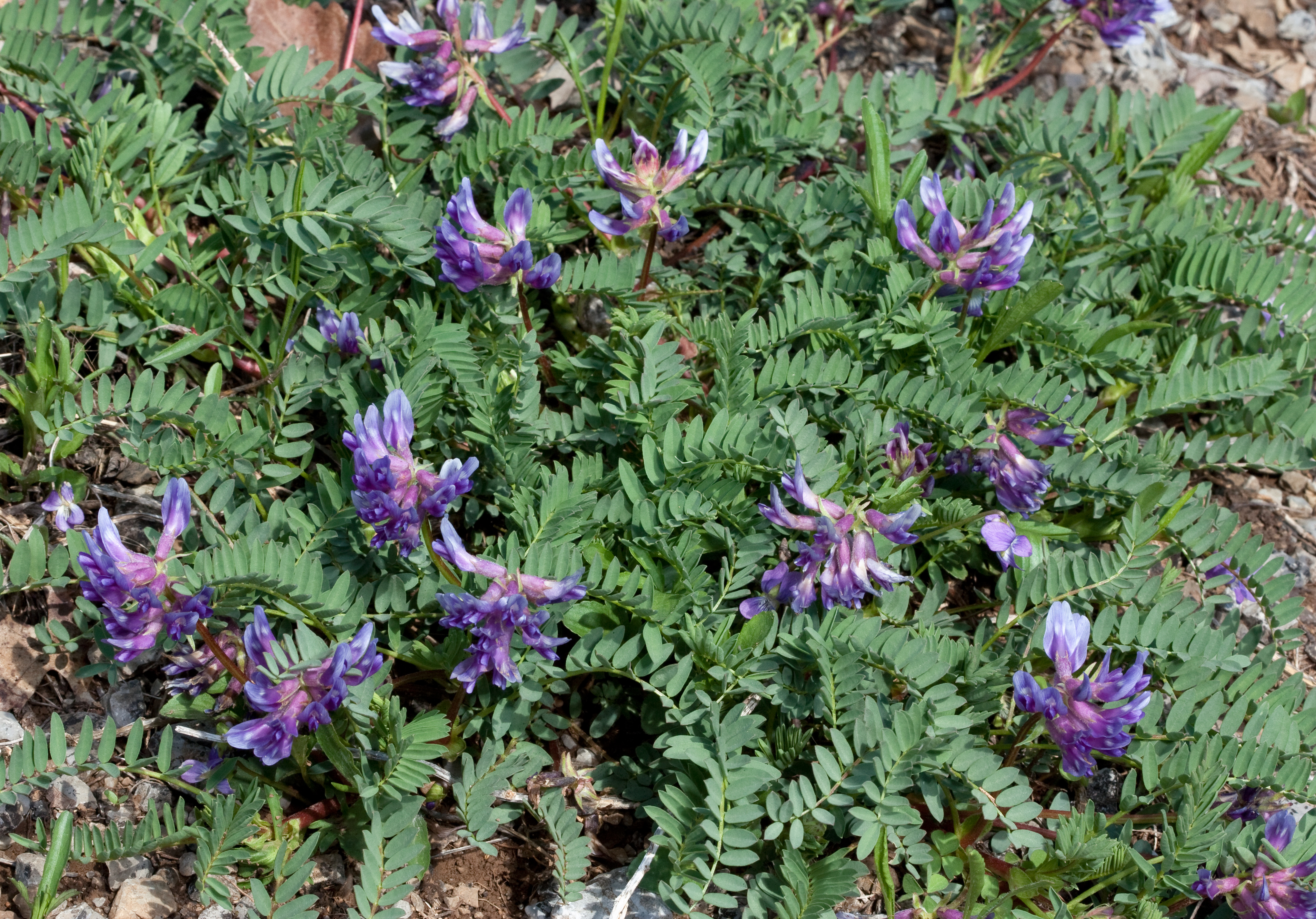